# 2022年米却肯地震
2022年米却肯地震是指2022年9月19日发生于墨西哥中部的强烈地震。该次地震震中位于墨西哥米却肯州（北纬18.367度，西经103.252度），震级为MW 7.6，震源深度约为15.1千米，最大烈度为7度。
本次地震已被美国地质调查局列入2022年显著地震列表。

## 发震背景

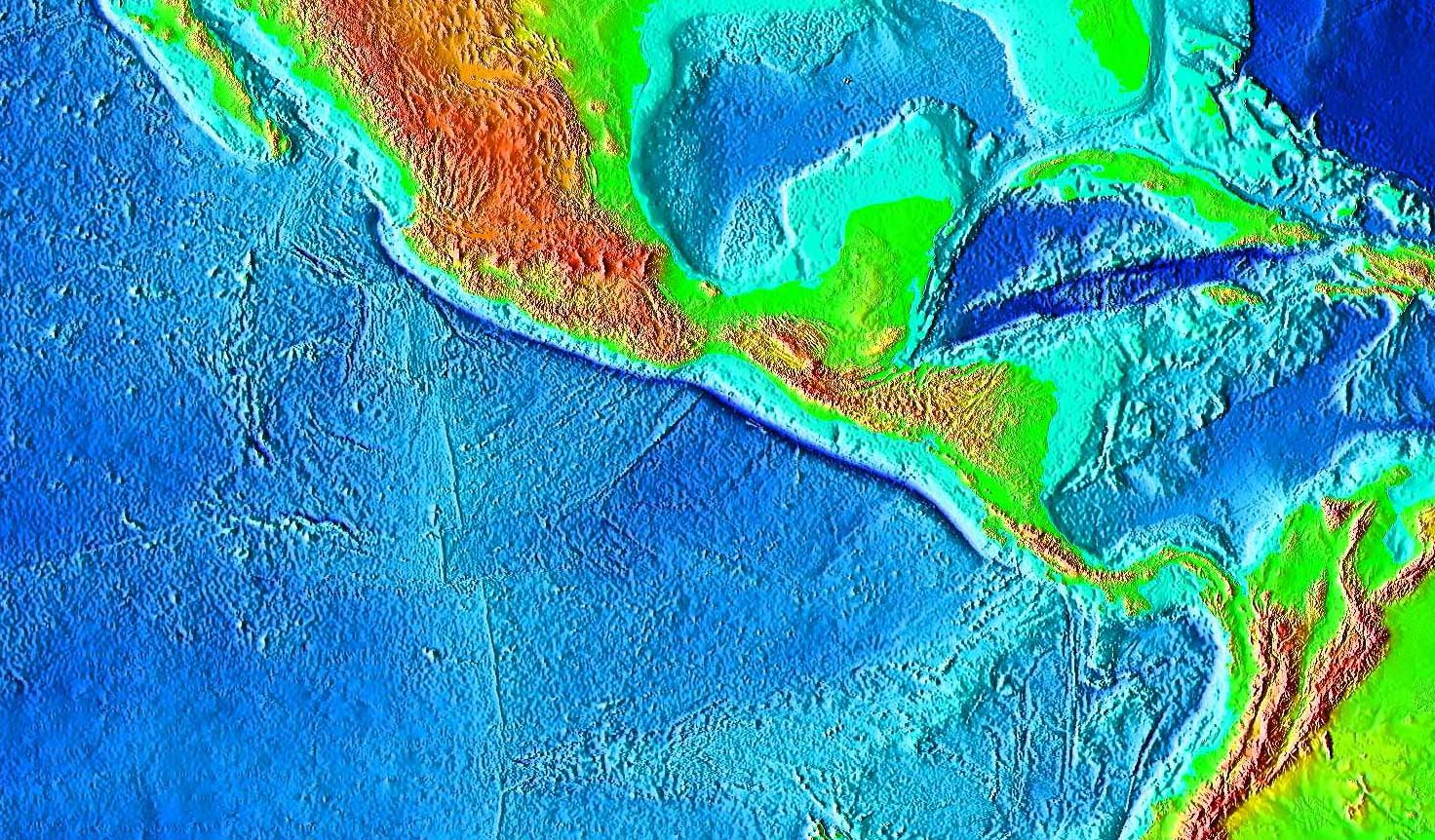
大陆西侧的深蓝色线条为中美海沟

在墨西哥太平洋沿岸附近，科科斯板块约以每年70毫米的速率沿东北方向向北美板块下方俯冲。美国地质调查局认为，该次地震是浅源逆断层破裂产生的结果。地震的震中、震源深度和震源机制与科科斯板块和北美板块之间的俯冲带上经常发生的地震大致一致。此外，该机构还认为该次地震的破裂范围可能达到了90×40千米。
根据美国地质调查局的统计，在中美洲附近的俯冲带上发生地震是常见的事情。在本次地震发生前50年内，震中距250千米范围内曾发生过13次震级达到6.5级或以上的地震。其中，包括1995年发生的8.0级地震。
此次地震發生時恰逢1985年墨西哥城大地震發生37周年以及2017年普埃布拉州地震發生5周年。而在地震发生前不到一个小时，墨西哥還為紀念這兩場地震而举行了一次全国性的地震演习。不过，美国地质调查局强调，这只是一种巧合，并非代表墨西哥境内在某个指定的一天就会发生强震。

## 机构反应

### 地震参数
美国地质调查局认为，该次地震震中位于墨西哥米却肯州阿奎拉东南37千米处（北纬18.367度，西经103.252度），震级为MW 7.6，震源深度约为15.1千米，最大烈度为7度。
德国地球科学研究中心GEOFON台网中心和欧洲地中海地震中心测定的震级与美国相同，均为MW 7.6。但不同机构测定的震中位置和震源深度有略微不同。前者认为该次地震震中位于米却肯州沿岸（北纬18.44度，西经103.01度）、震源深度约为20千米，而后者则认为该次地震震中位于北纬18.37度，西经103.25度、震源深度约为25千米。
中国地震台网测定的震级在数值上比美国较低，为Ms 7.5。此外，该机构还认为该次地震震中位于北纬18.30度，西经103.20度，震源深度约为10千米。

### 海啸预警与观测
美国国家海洋和大气管理局于地震发生4分钟后（即13时09分）发布了第1报海啸讯息，对位于震中距300千米内的墨西哥沿岸发布了海啸预警。日本气象厅在地震发生28分钟后（即13时33分）发布了关于远地地震的信息，认为受本次地震影响，日本沿岸可能会有微弱的海面变动，但并不会有受灾的可能性。该机构随即对北海道太平洋沿岸东部、北海道太平洋沿岸中部、青森县太平洋沿岸、岩手县、宫城县、福岛县、茨城县、千叶县九十九里·外房和静冈县发布了海啸预报，认为上述地区沿岸可能会有高度不足0.2米的海啸来袭。
地震发生当天13时43分，美国国家海洋和大气管理局更新了海啸预警的具体内容，认为墨西哥沿岸将有高度1至3米的海啸来袭，而哥伦比亚、哥斯达黎加、厄瓜多尔、萨尔瓦多、危地马拉、洪都拉斯、尼加拉瓜、巴拿马和秘鲁沿岸将有高度不足0.3米的海啸来袭。随后，在第2报发布24分钟后（即14时07分），该机构发布了第3报海啸讯息，对海啸预警的范围进行了追加。在第3报中，除第2报中提到的地区外，美属萨摩亚、南极洲、澳大利亚、智利、丘克、库克群岛、斐济、法属波利尼西亚、关岛、夏威夷、豪兰和贝克群岛、印度尼西亚、日本、贾维斯岛、约翰斯顿环礁、克马德克群岛、基里巴斯、科斯雷、马绍尔群岛、中途岛、瑙鲁、新喀里多尼亚、新西兰、纽埃、北马里亚纳群岛、西北夏威夷群岛、帕劳、巴尔米拉环礁、巴布亚新几内亚、菲律宾、皮特凯恩群岛、波纳佩、俄罗斯、萨摩亚、所罗门群岛、台湾、托克劳、东加、图瓦卢、瓦努阿图、威克岛、瓦利斯和富图纳和雅浦岛沿岸也被认为将有高度不足0.3米的海啸来袭。
地震发生当天15时10分，除墨西哥沿岸被认为仍有1至3米海啸来袭的可能性外，上述所有地区均被解除海啸预警。同日18时13分，墨西哥沿岸的海啸预警也被解除。